# Илија Лукић
Илија Лукић (Београд, 21. јануар 1942 — 13. јун 2018) био је српски фудбалер и тренер.

## Биографија
Лукић је рођен 21. јануара 1942. године у Београду. Фудбалску каријеру је започео у млађим категоријама ФК Железник, а од 1961. године је постао члан Приштине. У лето 1965. постао је члан београдског Партизана.
С обзиром да је тада у Партизану играла генерација чувених „Партизанових беба”, није успео да се наметне и постане првотимац. Задржао се кратко у Партизану и потом одлази у Калифорнију (Оукленд). Наступао је за тамошњи клуб Оукленд клиперсе са којима је освојио први титулу првака у првој професионалној лиги Северне Америке. Одатле је прешао у холандски Хераклес, а у лето 1969. одлази у француски Рен и ту доживљава пуну афирмацију. Године 1971. са Реном је освојио Куп Француске. Касније је наступао за француски Руен и аустријски Линц.
По завршетку играчке каријере 1977. године, почео је да ради као тренер у Белгији и Аустрији. Тренирао је 13 различитих клубова на три континента са којима је освајао национална првенства и купове. Највише успеха имао је у Саудијској Арабији и Уједињеним Арапским Емиратима. Дипломирао је на вишој тренерској школи у Београду, има и диплому фудбалског тренера са Универзитета у Сан Франциску.

## Успеси

### Играч
Оукланд клиперси
- Национална Професионална Фудбалска Лига (НПСЛ) (1) : 1968.

Рен
- Куп Француске. (1) : 1971.

### Тренер
- 1992 : Првенство Уједињених Арапских Емирата — Ал Васл Дубаи
- 1997, 1999 и 2000 : Првенство Саудијске Арабије — Ал Итихад
- 1997 и 1999 : Победник фудбалског Купа Саудијске Арабије — Ал Итихад
- 1997 : Освајач Купа краља Саудијске Арабије — Ал Итихад
- 1998 : Победник фудбалског Купа УАЕ — Шарџа
- 1999 : Освајач Купа Азије — Ал Итихад
- 1999 : Победник Купа Персијског залива — Ал Итихад
- 2001 : Првенство Уједињених Арапских Емирата — Ал Вахда